# Meczet As Syakirin
Meczet As Syakirin (malajski Masjid As Syakirin) – meczet znajdujący się w centrum Kuala Lumpur, stolicy Malezji. Został otwarty w 1996 roku. Znajduje się w pobliżu centrum handlowego Suria KLCC i najwyższych na świecie bliźniaczych wież Petronas Twin Towers.
W 2009 roku meczet przeszedł gruntowną renowację w celu zwiększenia pojemności z 6000 do 12 000 ludzi.